# Motoragent Dreutel
Motoragent Dreutel (voornaam onbekend) is een bijfiguur uit de komische strip De Generaal.
Dreutels leven bestaat uit een opeenvolging van verkeers- en andere ongelukken met ernstige gevolgen voor hemzelf en nog ernstiger voor zijn (van staatswege ter beschikking gestelde) motorfiets. De meeste van deze ongelukken zijn het gevolg van Dreutels niet aflatende ambitie om de Roodkoperen Fluit van Verdienste (een onderscheiding) te bemachtigen door de Generaal (de hoofdfiguur van de strip) te betrappen op een overtreding. Het is Dreutel tot dusverre nooit gelukt om met motorfiets en zichzelf intact het schrijven van een bon te voltooien.
Dreutels pogingen (en vooral de verbijsterende successie van gemolesteerde motorvoertuigen) worden met toenemende wanhoop gadegeslagen door zijn superieur, de Chef. De Chef zelf is bij gelegenheid ook wel door Dreutel opgeblazen (met medeneming van het politiebureau) nadat deze een nog niet ontploft explosief ter inspectie toonde. Eveneens heeft de Chef bij herhaling getracht Dreutel over te plaatsen naar betrekkingen met een minder hoge zekerheid op schade, maar om onbekende redenen werd Dreutel telkens weer tot motoragent bevorderd.
Dreutel woont alleen en op kamers bij een hospita.